# IOS (Apple)
iOS desemnează sistemul de operare de la compania americană Apple Inc. pentru următoarele calculatoare și aparate inteligente:
- iPhone - un smartphone de mare succes pe piața de telefoane mobile
- iPod Touch - un player MP4
- iPad - un calculator tabletă
- Apple TV - un aparat de tip Settop box

## Istorie
În 2005, când Steve Jobs a început să planifice iPhone-ul, el a avut de ales să "micsoreze  Mac-ul, ceea ce ar fi un succes epic al ingineriei sau să crească iPod-ul". Locurile de muncă au favorizat abordarea anterioară, dar au lovit echipele Macintosh și iPod, conduse de Scott Forstall și Tony Fadell, respectiv împotriva unui alt concurent intern, câștigând Forstall prin crearea sistemului de operare iPhone. Decizia a permis succesul iPhone-ului ca platformă pentru dezvoltatorii terți: prin utilizarea unui sistem de operare desktop bine-cunoscut, baza a permis numeroaselor dezvoltatori Mac să scrie software pentru iPhone cu o recalificare minimă. Forstall a fost, de asemenea, responsabil pentru crearea unui kit de dezvoltare software pentru programatori pentru a construi aplicații iPhone, precum și un App Store în cadrul iTunes .

## Caracteristici
iOS este un sistem de operare de tip Unix, care încă în prima sa versiune a conținut multe elemente din Mac OS X, tot un sistem de operare de tip Unix de la Apple.
Versiunea actuală (16 septembrie 2024) este iOS 18.0
Funcționalitatea iOS poate fi întregită de către utilizator prin procurarea de aplicații suplimentare specializate numite apps în prăvălia online ''App Store'' a lui Apple. În mai 2011 stăteau la dispoziție acolo cca 350.000 de apps, din care unele sunt chiar gratuite. Exemple de apps gratuite: cumpănă "cu apă"; mici animale casnice mișcătoare care se lasă alintate etc.; pahar cu bere virtual. La cealaltă extremă stă aplicația I'm rich („Sunt bogat”) care nu poate decât să afișeze pe ecran un diamant rotitor, dar care în schimb costă circa 800 euro. Desigur însă că majoritatea aplicațiilor oferă o utilitate reală. Odată cu iOS 11 o noua categorie și-a făcut loc in AppStore: AR. Aplicațiile AR au nevoie de acces la camera și de o suprafața plana. Aplicațiile AR necesita cel puțin un iDevice cu procesor Apple A7, iar jocurile AR necesita cel puțin un dispozitiv cu procesor Apple A9.
Prin funcționalitatea sa iOS este unul din factorii de succes primordiali al telefoanelor iPhone pe piața mondială. 
Un concurent al lui iOS este sistemul de operare Android de la compania Google.